# Crvena buržoazija
Crvena buržoazija je izraz kojeg su rabili studenti koji su prosvjedovali u dijelovima tadašnje SFR Jugoslavije 1968. godine. Odnosi se prije svega na visoke članove Saveza komunista (nomenklatura i aparatčika,  generale JNA. Parole poput „Dolje crvena buržoazija“ ili „Dolje kneževi socijalizma“ bile su uperene protiv buržoazije općenito, i "devijantnih" kapitalističkih pojava unutar tadašnjeg jugoslavenskog društva.
Crvena buržoazija materijalno je živjela udobno. Brojne osobe su se potiho pitale otkud proleterskogom predvodniku i njegovim suradnicima tolika imovina. Nazivali su se borcima za prava radničke klase, uništavali i progonili buržoaziju i prokazivali njezinu pohlepu za profitom i luksuzom. Dokinuli su privatno vlasništvo i proglasili da vlast pripada radnicima? A pripadala je samo partiji i velikom Vođi.